# Pațani
Băieți (în rusă Пацаны, transliterat: Pațani) este un film dramatic polițist sovietic din 1983 realizat de studioul de film Lenfilm, regizat de Dinara Asanova (scenariu de Yuri Klepikov). 
Premiera filmului a avut loc în Uniunea Sovietică în septembrie 1983. 

## Rezumat
Șeful taberei de sport și de muncă de vară, un absolvent al Institutului de Educație Fizică, a strâns adolescenți cu probleme, mulți dintre aceștia având cazier la poliție și a ajuns să fie prietenul lor și un bun îndrumător. 

## Distribuție
- Valeriy Priyomykhov ca Pavel Vasilyevich Antonov, șeful taberelor de sport și de muncă de vară pentru adolescenți cu probleme
- Olga Mashnaya ca Margarita Kireyeva
- Alexey Poluyan ca Sinitsyn
- Zinovy Gerdt ca judecător asociat
- Yuri Moroz - Kostya
- Iekaterina Vasilyeva ca mama lui Zaitsev
- Oleg Khorev ca Andrei Zaitsev
- Valery Kravchenko ca tatăl lui Sinitsyn
- Marina Levtova ca prietena lui Kostya

## Lansare
A fost lansat în anul 1983 și a avut parte de un mare succes comercial, fiind vizionat de 24,9 milioane de spectatori în cinematografele din Uniunea Sovietică.

## Premii
- XVIII Festivalul Unional de Film ( Kiev ) premiul 1- program de lungmetraje pentru copii și tineret [2]

## Recenzii
- Miloserdova N. Băieți. Lungmetraj // RusskoeKino. RU . - 01.10.2008.